# Krystianowo (województwo kujawsko-pomorskie)
Krystianowo – wieś w Polsce, położona w województwie kujawsko-pomorskim, w powiecie rypińskim, w gminie Brzuze.
Przez miejscowość w kwietniu 1863 r. przechodził ze swoim sztabem gen. Zygmunt Padlewski – naczelnik powstania na Mazowszu, po czym został schwytany przez Rosjan w nieodległym Borzyminie.
W latach 1975–1998 miejscowość należała administracyjnie do województwa włocławskiego.